# Логвиненко, Михаил Ильич
Михаил Ильич Логвиненко (1896—1969) — советский шахтёр, начальник шахты № 1/3 «Кочегарка» в Донецкой области, Герой Социалистического Труда (1948).
Родился 20 сентября 1896 года (по юлианскому календарю) в селе Петровка (ныне часть Торецкого горсовета Донецкой области) в семье забойщика Центрального рудника (совр. шахта имени Дзержинского). Согласно, записи в метрической книги, отец Илья Тимофеевич Логвиненко был запасным рядовым. Мать звали Параскевой Дмитриевной.
Окончив несколько классов начальной школы, созданной для детей рабочих, в 1913 году юноша начал трудиться помощником в мастерских Центрального рудника, затем работал коногоном в шахте. С приходом советской власти Михаил продолжил учёбу на рабфаке. Подняв уровень знаний, работал десятником. Вскоре он переехал в Горловку, где на шахте «Кочегарка» ему доверили возглавить добычной участок. После окончания местного горного техникума М. И. Логвиненко работает главным инженером, а после учебы на Высших инженерных курсах — возглавил коллектив «Кочегарки».
В 1943 году, вернувшись из Кузбасса, Михаил Ильич принялся за восстановление родной «Кочегарки». Дважды (1946, 1950 гг.) избирался депутатом Совета Национальностей ВС СССР
Указом Президиума ВС СССР от 28 августа 1948 года начальнику шахты № 1/3 «Кочегарка» Логвиненко М. И. присвоено звание Героя Социалистического Труда с вручением ордена Ленина и золотой медали «Серп и Молот».
Умер Михаил Ильич Логвиненко в 1969 году, похоронен в посёлке Гаспра (Крым).

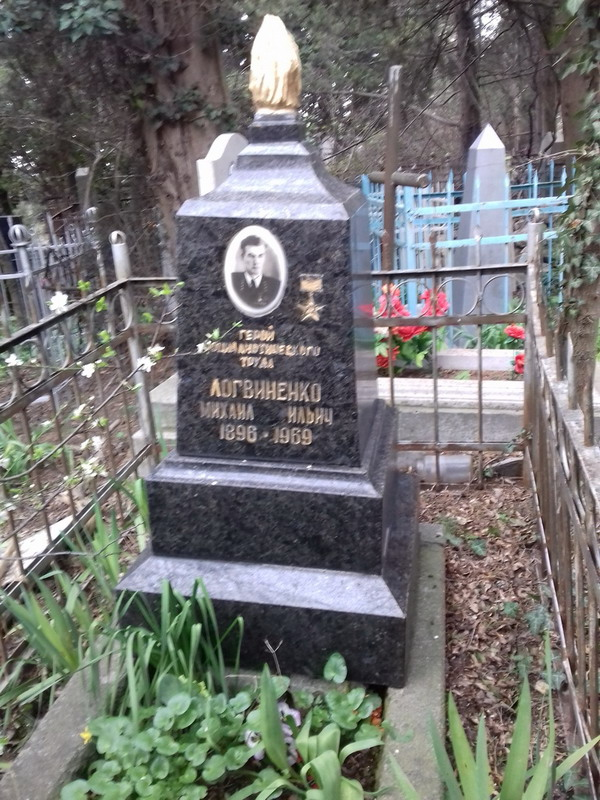
Логвиненко М.И., надгробие

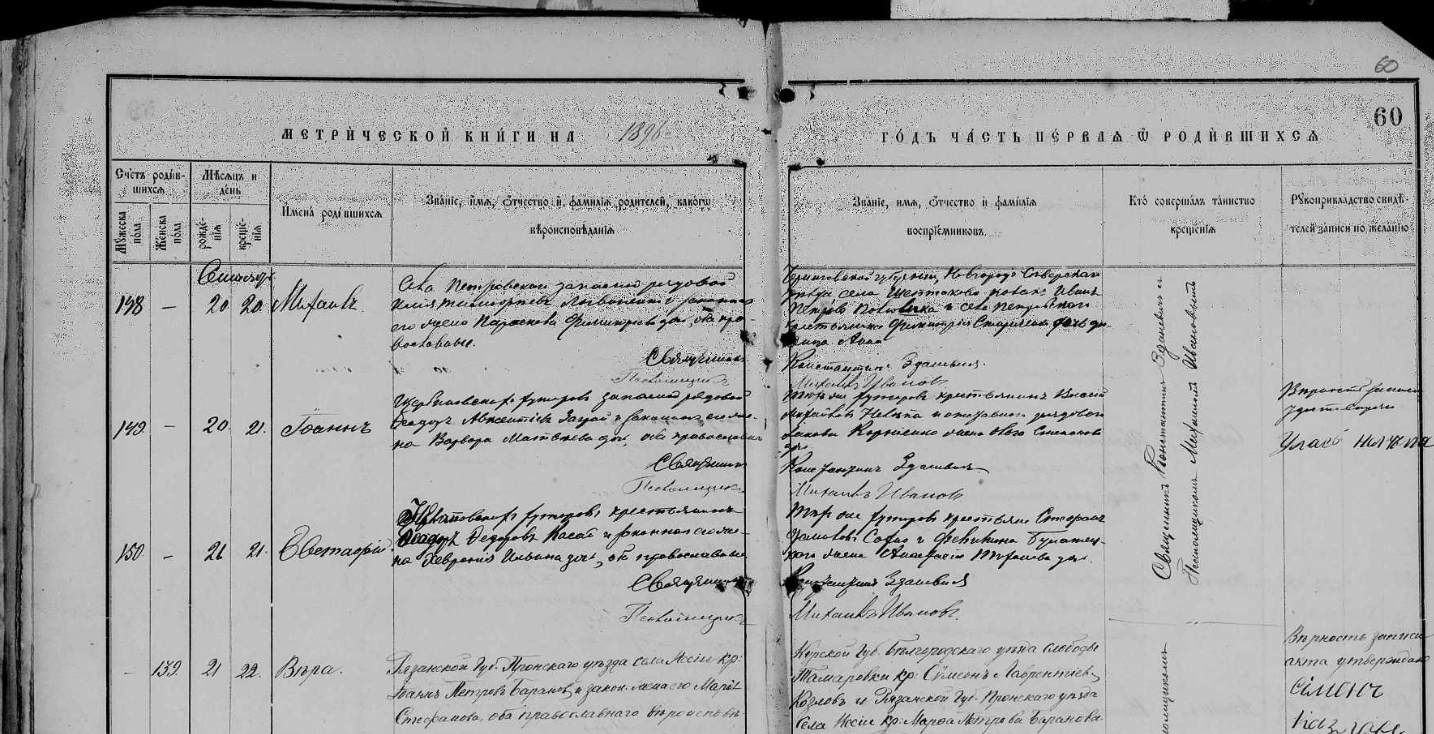
Логвиненко М.И. запись о рождении